# Parafia św. Gerarda Majella w Chermside West
Parafia św. Gerarda Majella w Chermside West – parafia rzymskokatolicka, należąca do archidiecezji Brisbane.